# Керування мережею
Керування мережею (англ. Network management) - діяльність з підтримки комп'ютерної мережі в робочому стані. 

## Задачі
Керування мережею включає наступні задачі:
- Виявлення несправностей мереж
- Повідомлення адміністраторів про проблеми
- Моніторинг мережі для балансування навантаження і планування розширення
- Документування і візуалізація мережі
- Адміністрування пристроїв з робочого місця.

## Інструменти
Для керування мережею можуть використовуватись наступні інструменти: 
- ping - перевірка наявності доступу до вузла
- traceroute - визначити шлях до вузла
- netstat - статистика мережевих з'єднань вузла, таблиця маршрутизації
- tcpdump, Wireshark - логування і дослідження надісланих і отриманих пакетів
- Net-SNMP - інструменти для керування мережею через SNMP
- Cacti, Nagios, Munin, collectd, Zenoss, TICK Stack - моніторинг мережі

## Зноски
1. 1 2  Nemeth, 2010, с. 859.